# Scoteanax rueppellii
Scoteanax rueppellii är en fladdermusart som först beskrevs av Peters 1866.  Scoteanax rueppellii är ensam i släktet Scoteanax som ingår i familjen läderlappar. Inga underarter finns listade i Catalogue of Life. Arten listades tidigare i släktet Nycticeius.
Arten når en kroppslängd (huvud och bål) av 63 till 73 mm, en svanslängd av 44 till 58 mm och en vikt mellan 25 och 35 g. Underarmarna blir 51 till 56 mm långa. På ryggen har pälsen en kanelbrun färg och vid undersidan är pälsen olivbrun. Denna fladdermus påminner om det amerikanska släktet Nycticeius i utseende men är större och har en robustare skalle. De övre molarerna är däremot små.
Scoteanax rueppellii förekommer i östra Australien i en bredare strimma längs kusten. Habitatet utgörs främst av regnskogar. Dessutom lever denna fladdermus i ansamlingar av hårdbladsväxter och i områden med eukalyptus.
Individerna vilar i trädens håligheter, i bergssprickor, under hustak och under lösa barkskivor. De börjar sin jakt på flygande insekter kort efter solnedgången. Ibland äter de små ryggradsdjur. Under den australiska sommaren föds en unge.